# فليب دي تون
فليب دي تون (بالفرنسية: Philippe de Thaon)‏ (و. 1100  م) هو شاعر، وكاتب فرنسي.